# 서장소자
서장소자(西藏小子: A Kid From Tibet)는 홍콩에서 제작된 원표 감독의 1992년 영화이다. 원표 등이 주연으로 출연하였고 원표 등이 제작에 참여하였다.

## 출연

### 주연
- 원표
- 이가흔

### 조연
- 리지
- 우마
- 교굉
- 누남광
- 원화
- 미고정가
- 성룡
- 웅흔흔
- 마이클 딩고

## 제작진
- 출품인: 원표
- 출품인: 진문삼
- 미술: 이경문
- 미술: 유민유
- 제편: 이문요
- 무술감독: 원표
- 제편: 호소령